# Гегаркунік
Гегаркуні́к (вірм. Գեղարքունիք) — марз (область) у Вірменії, розташований на сході країни. Найбільший марз в країні, займає 18% площі всієї республіки. Більшу частину території займає озеро Севан. В Гегаркунік входить також ексклав Арцвашен, оточений територією Азербайджану.

## Найвизначніші пам'ятки
- Севан — найбільше озеро в Закавказзі
- Севанський національний парк — один з двох національних парків Вірменії
- Норатус — місце, де знаходиться найбільша колекція хачкарів

## Найбільші населені пункти
Міста з населенням понад 5 тисяч осіб:
| Назва міста    | Населення, осіб (2010) |
| -------------- | ---------------------- |
| Гавар          | 25727                  |
| Севан          | 23252                  |
| Варденіс       | 12695                  |
| Мартуні        | 12085                  |
| Варденік       | 9745                   |
| Сарухан        | 8417                   |
| Неркін Геташен | 8016                   |
| Чамбарак       | 7384                   |
| Норадуз        | 6855                   |
| Золакар        | 6778                   |
| Геховіт        | 6529                   |
| Єранос         | 6119                   |
| Карміргюх      | 5997                   |
| Лічк           | 5467                   |
| Цовінар        | 5128                   |
| Верін Геташен  | 5073                   |
| Лчашен         | 5054                   |